# Злітна смуга (фільм, 2005)
«Злітна смуга» (азерб. Uçuş xətti або Arxada qalmış gələcək) — військовий науково-фантастичний фільм 2005 р. азербайджанського режисера Руфата Асадова, що оповідає про долю хлопчика-біженця з Карабаха, який потрапив із сьогодення в минуле, в Карабах, де тривають бойові дії. Знятий фільм на кіностудії «Азербайджанфільм». Сценарій фільму написано за мотивами повісті російського письменника Сергія Абрамова «У лісі прифронтовому».

## Сюжет
2004 рік. Фільм починається з побутових сцен в таборі біженців. Біженець з Агдама, хлопчик на ім'я Самед, від імені якого ведеться розповідь (у виконанні 14-річного Агамехді Абідова), виходить за межі селища і, заблукавши в лісі, потрапляє на війну десятирічної давності, до підрозділу діючої азербайджанської армії, в яких є завдання — знищити ворожий аеродром. Військовики не розуміють, звідки взявся хлопчик. Але командир підрозділу, Малик (у виконанні Фуада Поладова) не вірить, що хлопець з'явився надприродним шляхом. Він учить хлопчака, як вижити під час війни. В одному з кадрів Малик говорить Самеду: «...є такі почуття, які перемагають страх смерті: ненависть до ворога і любов до батьківщини».
Ворог зображений в особі вірменина і російського найманця Шмарова в компрометуючих тонах. Так, в одному з кадрів найманець каже: «радянська влада скінчилася, вірменин, азербайджанець — мені все одно, в кого гроші є — у того і долму їсти буду».
Бойові дії в фільмі відбуваються за кадром.
У фіналі хлопчик знову опиняється вдома, не розуміючи, чи бачив він усе уві сні або потрапив на реальну війну. Незалежно від істини, Самед отримав патріотичний урок і чоловічий досвід.

## Ролі
- Фуад Поладов — Малик
- Агамехді Абідов — Самед
- Азерін — мати Самеда
- Омір Нагієв — Амін
- Аббас Гахраманов — Агаалі
- Парвіз Мамедрзаєв — Альберт
- Мікаіл Мікаілов — Рашид
- Лейла Шахвелієва — Марія
- Юрій Балієв — Шмаров
- Айдин Алієв — Гурген